# Luis León Sánchez
Luis León Sánchez Gil (Mula, 24 novembre 1983) è un ex ciclista su strada spagnolo, è stato professionista dal 2004 al 2023, in carriera ha vinto quattro tappe al Tour de France, una Parigi-Nizza, due Clásica San Sebastián e cinque campionati spagnoli, uno in linea e quattro a cronometro.

## Biografia
Suo fratello minore, Pedro León, è un calciatore professionista.

## Carriera

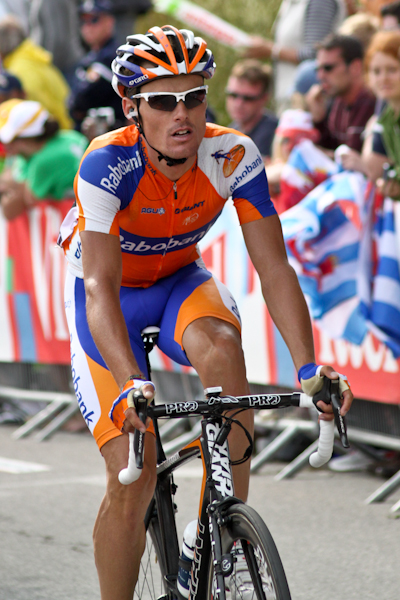
Luis León Sánchez durante una tappa al Tour de France 2011.

Passato professionista nel 2004 con la Liberty Seguros-Würth, possiede buone doti sia di cronoman che nelle prove di montagna. In seguito allo scioglimento della propria squadra dovuto all'Operación Puerto, nella quale uscì anche il suo nome, nel 2007 si trasferisce alla Caisse d'Epargne, con cui ottiene buoni risultati, tra cui il titolo nazionale spagnolo a cronometro e un successo di tappa al Tour de France nel 2008. Nella stagione successiva si impone nella classifica generale del Giro del Mediterraneo e della Parigi-Nizza, aggiudicandosi nuovamente una frazione del Tour de France sul traguardo di Saint Girons.

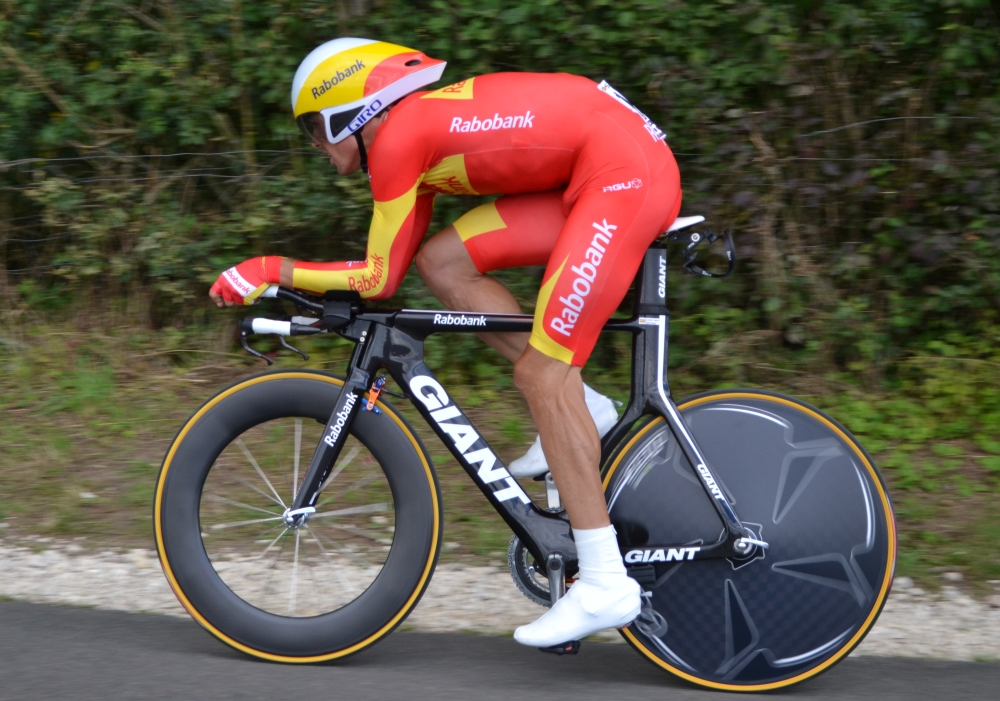
Luis León Sánchez impegnato in una prova a cronometro del Tour de France 2012.

Nel 2010 partecipa al Tour de France e alla Vuelta a España concludendo rispettivamente al decimo e al nono posto della generale; si aggiudica inoltre una frazione al Tour Down Under, il titolo spagnolo a cronometro e la Clásica San Sebastián, battendo in volata Aleksandr Vinokurov e Carlos Sastre. Al termine dell'anno passa al team Rabobank. Nel 2011 vince i campionati spagnoli contro il tempo e in luglio si aggiudica la nona tappa del Tour de France, al termine di una lunga fuga, battendo in volata Thomas Voeckler e Sandy Casar.
Nel 2012 apre la stagione con un successo di tappa alla Parigi-Nizza, vince quindi due tappe al Tour de Romandie e il titolo nazionale a cronometro. Si ripete poi al Tour de France, vincendo la quattordicesima frazione (quarto trionfo alla Grande Boucle per lui): dopo una lunga fuga, Sánchez rimane con quattro uomini e a dieci chilometri dall'arrivo, approfittando della provvidenziale distrazione di Peter Sagan, scatta andando a vincere in solitaria. Nello stesso anno fa sua per la seconda volta la Clásica San Sebastián.
Nel 2013, in maglia Blanco/Belkin, mette a referto due vittorie, tra cui quella in una tappa del Giro del Belgio. Al termine della stagione lascia la squadra olandese e firma un contratto con la Caja Rural-Seguros RGA, formazione di categoria Professional. Nel 2014 partecipa quindi alla Vuelta a España aggiudicandosi la classifica scalatori. Nel 2015 torna nella categoria World Tour, messo sotto contratto dall'Astana Pro Team: durante l'anno si aggiudica la prova in linea su strada dei Giochi europei di Baku.
Nel 2020 si aggiudica il campionato nazionale spagnolo in linea.

## Palmarès

### Strada
- 2004 (Liberty Seguros, due vittorie)

3ª tappa Clásica de Alcobendas (Alcobendas, cronometro)
1ª tappa Vuelta Asturias (Oviedo > Llanes)
- 2005 (Liberty Seguros, tre vittorie)

3ª tappa Tour Down Under (Glenelg > Victor Harbor)
Classifica generale Tour Down Under
3ª tappa Clásica de Alcobendas (Alcobendas, cronometro)
- 2007 (Caisse d'Epargne, due vittorie)

Classifica generale Challenge de Mallorca
6ª tappa Parigi-Nizza (Brignoles > Cannes)
- 2008 (Caisse d'Epargne, tre vittorie)

7ª tappa Parigi-Nizza (Nizza > Nizza)
Campionati spagnoli, Prova a cronometro
7ª tappa Tour de France (Brioude > Aurillac)
- 2009 (Caisse d'Epargne, sei vittorie)

Classifica generale Giro del Mediterraneo
1ª tappa Tour du Haut-Var (Saint-Raphaël > Grimaud)
7ª tappa Parigi-Nizza (Manosque > Fayence)
Classifica generale Parigi-Nizza
1ª tappa Vuelta al País Vasco (Ataun > Ataun)
8ª tappa Tour de France (Andorra la Vella > Saint Girons)
- 2010 (Caisse d'Epargne, sei vittorie)

5ª tappa Tour Down Under (Snapper Point > Willunga)
5ª tappa Volta ao Algarve (Lagoa > Portimão, cronometro)
1ª tappa Circuit de la Sarthe (Sablé-sur-Sarthe > Varades)
Classifica generale Circuit de la Sarthe
Campionati spagnoli, Prova a cronometro
Classica di San Sebastián
- 2011 (Rabobank Cycling Team, due vittorie)

Campionati spagnoli, Prova a cronometro
9ª tappa Tour de France (Issoire > Saint-Flour)
- 2012 (Rabobank Cycling Team, sette vittorie)

6ª tappa Parigi-Nizza (Suze-la-Rousse > Sisteron)
2ª tappa Vuelta a Castilla y León (Avila > Avila)
3ª tappa Tour de Romandie (La Neuveville > Charmey)
4ª tappa Tour de Romandie (Bulle > Sion)
Campionati spagnoli, Prova a cronometro
14ª tappa Tour de France (Limoux > Foix)
Classica di San Sebastián
- 2013 (Blanco/Belkin Pro Cycling Team, due vittorie)

5ª tappa Giro del Belgio (Banneux > Banneux)
3ª tappa Tour de l'Ain (Izernore > Lélex Monts-Jura)
- 2014 (Caja Rural-Seguros RGA, due vittorie)

1ª tappa La Tropicale Amissa Bongo (Bitam > Ebolowa)
3ª tappa Vuelta a Castilla y León (Lubián > Bembibre)
- 2015 (Astana Pro Team, una vittoria)

Giochi europei, Prova in linea
- 2016 (Astana Pro Team, due vittorie)

2ª tappa Volta ao Algarve (Lagoa > Alto da Fóia)
1ª tappa Vuelta al País Vasco (Etxebarria > Markina-Xemein)
- 2017 (Astana Pro Team, una vittoria)

Gran Premio Bruno Beghelli
- 2018 (Astana Pro Team, tre vittorie)

Vuelta a Murcia
4ª tappa Tour of the Alps (Chiusa > Lienz)
2ª tappa Tour of Almaty (Almaty > Medeo)
- 2019 (Astana Pro Team, tre vittorie)

2ª tappa Vuelta a Murcia (Beniel > Murcia)
Classifica generale Vuelta a Murcia
2ª tappa Tour de Suisse (Langnau im Emmental > Langnau im Emmental)
- 2020 (Astana Pro Team, due vittorie)

2ª tappa Vuelta a Murcia (Santomera > Murcia)
Campionati spagnoli, Prova in linea
- 2021 (Astana-Premier Tech, una vittoria)

Prueba Villafranca de Ordizia

### Altri successi
- 2003 (Juniores)

1ª tappa, 1ª semitappa Vuelta Ciclista Internacional a Extremadura (Don Benito, cronosquadre)
- 2005 (Liberty Seguros)

Classifica giovani Tour Down Under
- 2006 (Liberty Seguros)

Classifica giovani Parigi-Nizza
- 2008 (Caisse d'Epargne)

Classifica giovani Critérium International
- 2009 (Caisse d'Epargne)

2ª tappa Giro del Mediterraneo (Narbona > Gruissan, cronosquadre)
- 2012 (Rabobank Cycling Team)

Gouden Pijl Emmen (Criterium)
- 2014 (Caja Rural-Seguros RGA)

Classifica scalatori Vuelta a España
- 2015 (Astana Pro Team)

2ª tappa Vuelta a Burgos (Burgos, cronosquadre)
- 2019 (Astana Pro Team)

Classifica a punti Vuelta a Murcia
1ª tappa Vuelta a España (Salinas de Torrevieja > Torrevieja, cronosquadre)

### Gravel
- 2024

Gravel Tres Cantos by Specialized
114 Gravel Race

## Piazzamenti

### Grandi Giri
- Giro d'Italia

2015: 35º
2017: 43º
2018: 25º
2021: 33º
2023: 24º
- Tour de France

2005: 108º
2008: 60º
2009: 25º
2010: 9º
2011: 57º
2012: 64º
2016: 48º
2018: ritirato (2ª tappa)
2019: non partito (17ª tappa)
2020: 32º
2022: 13º
2023: non partito (5ª tappa)
- Vuelta a España

2006: ritirato (11ª tappa)
2007: 72º
2010: 9º
2011: 52º
2013: ritirato (14ª tappa)
2014: 56º
2015: 33º
2016: 26º
2017: 32º
2019: 23º
2020: non partito (16ª tappa)
2021: ritirato (17ª tappa)
2022: 15º
2023: 61º

### Classiche monumento
- Milano-Sanremo

2006: 63º
2009: 34º
2016: 11º
2017: 28º
2018: 28º
- Giro delle Fiandre

2004: ritirato
2005: ritirato
2007: ritirato
- Parigi-Roubaix

2004: ritirato
- Liegi-Bastogne-Liegi

2004: ritirato
2007: ritirato
2008: 86º
2010: 26º
2011: ritirato
2012: 64º
2015: 30º
2016: 27º
2017: ritirato
2019: 55º
2020: 41º
2021: 67º
2022: 79º
- Giro di Lombardia

2014: ritirato
2017: ritirato

### Competizioni mondiali
- Campionati del mondo

Lisbona 2001 - In linea Juniores: 40º
Stoccarda 2007 - Cronometro Elite: 46º
Varese 2008 - In linea Elite: ritirato
Melbourne 2010 - Cronometro Elite: 7º
Melbourne 2010 - In linea Elite: ritirato
Copenaghen 2011 - In linea Elite: 164º
Limburgo 2012 - Cronosquadre: 5º
Toscana 2013 - Cronometro Elite: 35º
Toscana 2013 - In linea Elite: ritirato
Ponferrada 2014 - In linea Elite: ritirato
Richmond 2015 - Cronosquadre: 8º
Richmond 2015 - Cronometro Elite: 26º
Richmond 2015 - In linea Elite: 30º
Bergen 2017 - In linea Elite: 66º
Yorkshire 2019 - In linea Elite: ritirato
Imola 2020 - In linea Elite: 52º
- Giochi olimpici

Londra 2012 - In linea: 14º
Londra 2012 - Cronometro: 32º

### Competizioni europee
- Campionati europei

Plumelec 2016 - Cronometro Elite: 12º
Plumelec 2016 - In linea Elite: 10º
Herning 2017 - In linea Elite: 57º
- Giochi europei

Baku 2015 - Cronometro Elite: 3º
Baku 2015 - In linea Elite: vincitore